# Ireneo García Alonso
Ireneo García Alonso (Quintanilla Vivar, Burgos, 25 de marzo de 1923-Toledo, 4 de junio de 2012) fue un eclesiástico español, obispo de Albacete de 1968 a 1980.

## Ordenación sacerdotal
Fue ordenado presbítero en Salamanca el 27 de marzo de 1948.

## Consagración
Nombrado obispo de Albacete el 7 de diciembre de 1968, tomó posesión de la Sede en la Catedral de San Juan de Albacete el 25 de enero de 1969. Se retiró del episcopado por motivos de salud el 6 de agosto de 1980 a los 57 años, momento a partir del cual residió en Toledo con sus familiares. Falleció el 4 de junio de 2012 a causa de complicaciones derivadas de la enfermedad de Parkinson que le aquejó durante más de 30 años.
| Predecesor: Arturo Tabera Araoz | Obispo de Albacete 1968-1980 | Sucesor: Victorio Oliver Domingo |